# North American F-86 Sabre
F-86 Sabre foi um caça de combate diurno a jato, subsónico, desenvolvido pela empresa North American dos Estados Unidos a partir do final de 1944 e veio a ser um dos caças mais produzidos no mundo Ocidental, no tempo da Guerra fria. Ficou famoso pelo seu envolvimento na Guerra da Coreia, onde defrontou com sucesso o seu principal oponente o MiG-15.

Apesar de no final de 1950 já não ser um avião de primeira linha, manteve-se no ativo durante mais de quatro décadas até 1994, quando finalmente a Força Aérea da Bolívia o retirou do ativo.

Foi o mais proeminente avião de combate de segunda geração, que incorporou tudo o que de mais desenvolvido tinha sido assimilado pelos projetistas norte-americanos na conceção de aviões a jato e que beneficiou ainda dos avançados conceitos aerodinâmicos desenvolvidos pelos cientistas Alemães no decorrer da Segunda Guerra Mundial.
Foi construído em grandes quantidades nos Estados Unidos, no Canadá, Itália e Japão, em várias das suas versões e variantes e operado por mais de 35 forças aéreas, representando um importante papel na defesa do mundo Ocidental nos primeiros anos da Guerra Fria.

## Desenvolvimento
No final de 1944 a North American estava a desenvolver estudos baseados no modelo NA-134, o qual originou o FJ-1 Fury da US Navy, tratava-se de um caça a jato convencional de asa em ângulo reto e propulsionado por uma turbina Allison TG-180. Sensivelmente na mesma data a Força Aérea do Exército dos Estados Unidos da América encomenda um avião similar, nomeado projeto NA-140 e do qual resultaria o F-86. Após a apresentação da maqueta, a qual foi aprovada, o fabricante propôs a incorporação de uma asa em flecha com um ângulo de 35º, baseada nos estudos efetuados, entretanto capturados, pelos Alemães e que conduziram ao Me-262, os quais demonstravam o incremento da velocidade sem que fosse necessário um grande aumento de potência.
A 1 de outubro de 1947 voou pela primeira vez o protótipo XP-86A, propulsionado por uma turbina General Electric J35-C-3 mas produzida pela Chevrolet, posteriormente  reequipado com o mais potente J47-GE-3 e então designado YF-86A, devido a reestruturação das designações atribuídas aos aviões da USAF. Ainda durante a fase de construção dos três protótipos, foram encomendados os primeiros 33 F-86A de produção final de um total faseado que atingiu as 554 unidades, durante a sua construção foram sendo equipados com novas atualizações de motor: J47-GE-3, J47-GE-7, J47-GE-9 e J47-GE-13. 

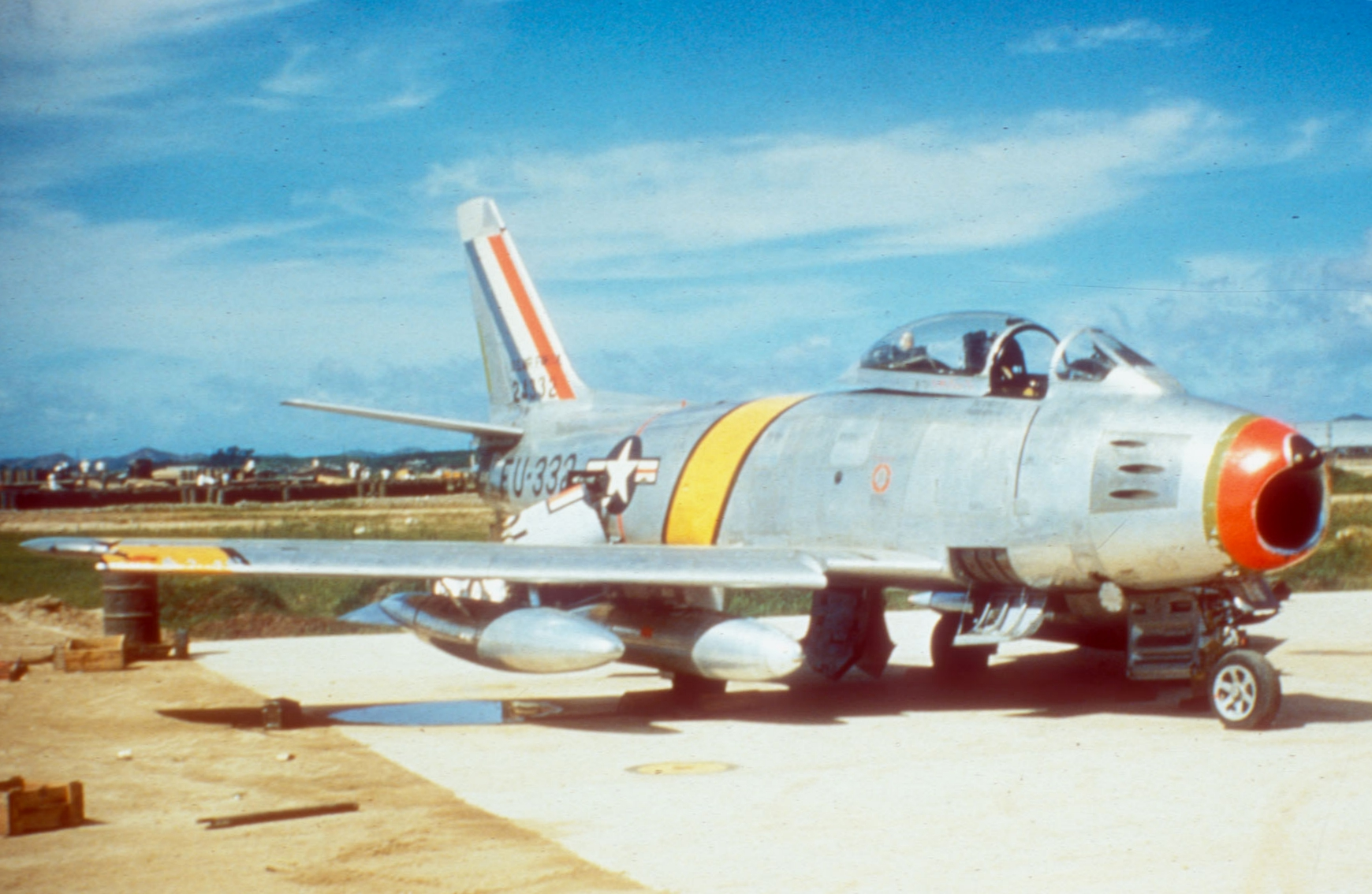
F-86F-30 Sabre (s/n 52-4332) na Coreia durante o ano de 1953

Seguiram-se o F-86E, também um intercetor diurno, com melhorias evidentes no desempenho com a introdução de motores melhorados. O F-86F o mais representativo da serie e o que mais envolvimento e sucesso teve durante o conflito na península Coreana, constituindo-se como o oponente mais capaz do MIG-15. Foi ainda usado como caça-bombardeiro com sucesso, embora não fosse essa a sua vocação, introduziu uma asa otimizada para altitudes elevadas, pela adição de mais 30 cm no comprimento e a utilização de Slats permitiu uma maior estabilidade a baixa altitude e baixa velocidade, necessárias para o bombardeamento e ou ataque ao solo.
Após o final da Guerra da Coreia, surgiu o caça bombardeiro F-86H, equipado com o mais potente motor J75 da General Electric, maior capacidade de combustível, entradas de ar mais largas, trem de aterragem mais resistente, travões aerodinâmicos acionados hidraulicamente, Flaps acionados por energia elétrica e um mecanismo mais fiável de ejeção de cargas externas, canopy em forma de concha similar à usada pelo F-86D. O armamento interno foi também revisto, a partir do 116.º exemplar construído foram introduzidos 2 canhões de M-39 de 20 mm, substituindo as seis metralhadoras de 12,7 mm.
O F-86D começou por ser o F-95A um intercetor para todas as todas as condições meteorológicas de dia e de noite, armado apenas com uma bateria de 24 foguetes de alto explosivo, radar de pesquisa AN/APG-36 e motor com pós combustão J47-GE-17B posteriormente J47-GE-33 e destinava-se a intercetar formações de bombardeiros em penetração pelo espaço aéreo Norte-Americano, se encontra-se caças usava a potência do seu motor para fugir. Por se entender que era mais fácil obter fundos para o seu desenvolvimento, se fosse considerado uma evolução de um projeto já existente e não um novo modelo, foi decidido designa-lo F-86D. O F-86K foi a sua versão de exportação, após a resolução de parte dos problemas mecânicos e de eletrónica de que enfermava.

### Cronologia

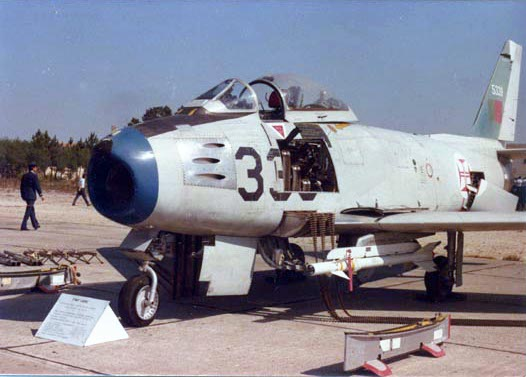
F-86F da FAP, na BA5 em Monte Real com misseis AIM-9B Sidewinder montados

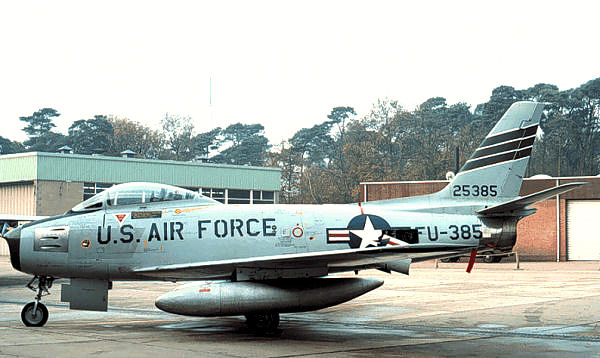
F-86F da USAF em Bitburg, Alemanha no ano de 1955

Demonstração de F-86 Sabre, da Força Aérea dos Estados Unidos, na Base Aérea do Galeão, Rio de Janeiro, 1954. Foto Arquivo Nacional do Brasil.

Datas importantes, em modo não exaustivo, no desenvolvimento do F-86 SabreJet.
- 22 de novembro de 1944

A North American inicia os estudos de um caça a jato com asa reta, para a Força Aérea do Exército dos Estados Unidos .
- 18 de Maio de 1945

Autorização para a construção de três protótipos NA-140/XP-86A
- 20 de junho de 1945

Aprovada a maqueta do XP-86A
- 1 de novembro de 1945

Aprovada a proposta do fabricante para mudar a asa em ângulo reto para asa em flecha.
- 8 de agosto de 1947

Sai da fabrica o primeiro protótipo XP-86A 45-59597
- 1 de outubro de 1947

Primeiro voo do protótipo XP-86A 45-59597.
- 20 de maio de 1948

Primeiro voo do F-86A de produção final.
- 1 de dezembro de 1950

Primeiros F-86A enviados para a Coreia, onde se juntaram à quarta esquadra de caça e interceção (en:4th Fighter Interceptor Wing).
- Dezembro de 1950

São aceites pela USAF os dois últimos F-86A construídos.
- 23 de setembro de 1950

Primeiro voo do F-86E.
- 17 de dezembro de 1950

Abatido o primeiro MIG-15 por um F-86.
- Julho de 1951

Envio do primeiro F-86E para a Coreia.
- 19 de Março de 1952

Primeiro voo do F-86F
- 9 de maio de 1953

Primeiro voo do F-86H
- 27 de julho de 1953

Terminus da Guerra da Coreia
- Agosto de 1958

Chegam os primeiros F-86F bloco 40 a Portugal
- 1 de outubro de 1961

Três esquadrões de F-86H dos Estados Unidos são reativados e enviados para a Europa, durante o Bloqueio de Berlim.
- 30 de setembro de 1970

Retirado do ativo o último Sabre nos Estados Unidos, um F-86H Air National Guard do Estado de Nova Iorque
- 31 de julho de 1980

São retirados do ativo os Sabres portugueses sobreviventes, após o último voo com a duração de uma hora e vinte e cinco minutos, no qual uma parelha de F-86F, n.ºs de cauda 5347 e 5360, sobrevoaram todas as unidades da FAP, pilotados respetivamente pelo Tenente-coronel Victor Silva e Capitão Roda.
- Junho de 1994

Retirado o último F-86F no ativo em todo o mundo, pertencente à Força Aérea da Bolívia.

### Versões

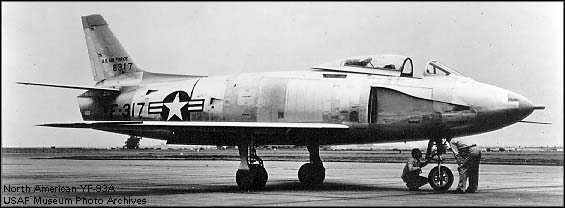
F-86C/YF-93A

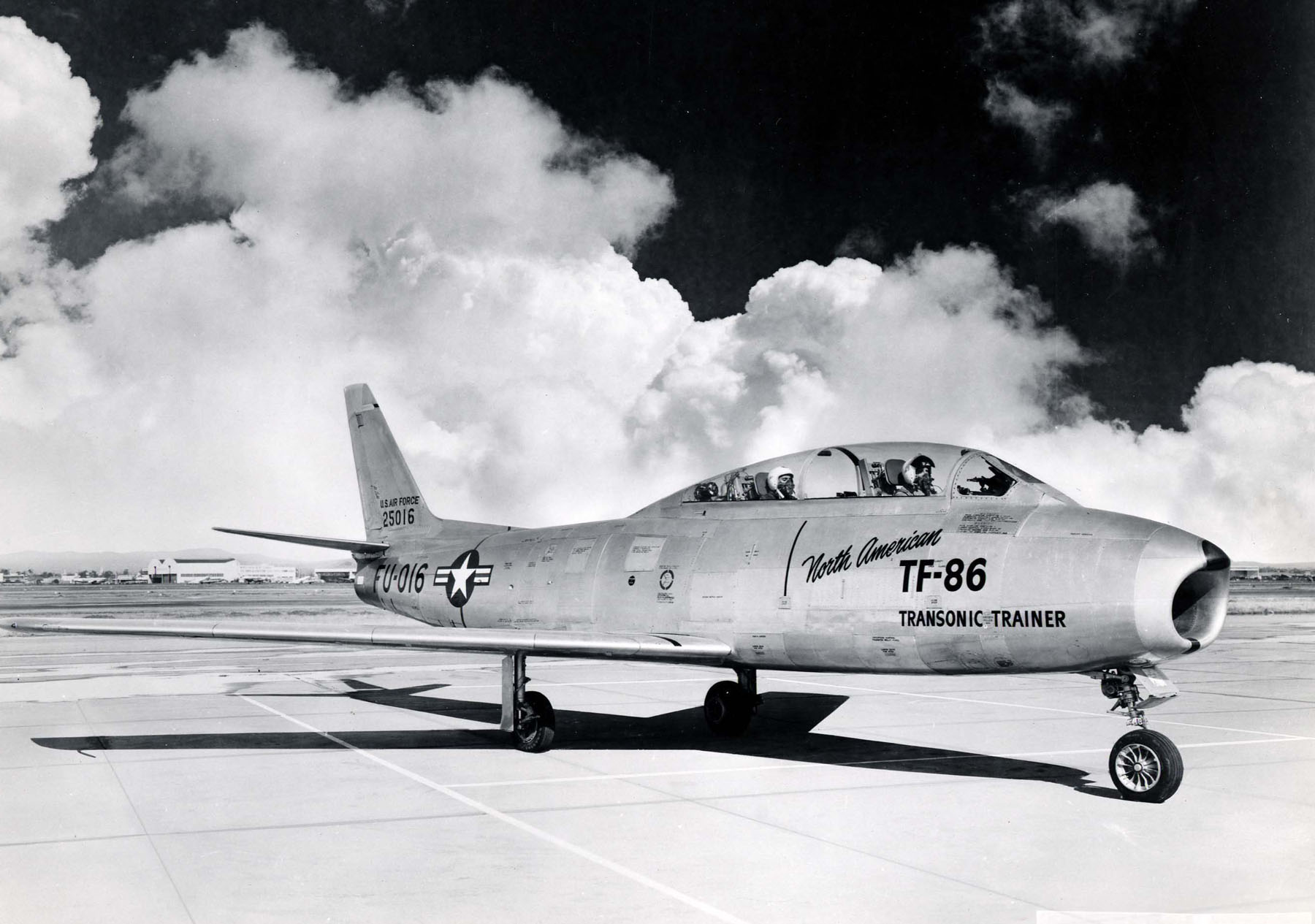
TF-86F pertencente ao museu da USAF

Compilação de dados
- XP-86/XF-86

Modelo NA-140, originalmente designado XP-86, três protótipos construídos, n.ºs de cauda: 45-59597/59598/59599
- F-86A
  - Modelo NA-151, construídos 33 exemplares do bloco A1, n.ºs de cauda: 47-605 a 47-637, a maioria foi usada para testes de evolução, equipados com o motor J47 GE-1.
  - Bloco A5 construídas 188 unidades as primeira para uso operacional, n.ºs de cauda: 48-129 a 48-316, para-brisas em forma de V, motor J47 GE-7 e mira de tiro MK18.
  - Modelo NA-161 ainda Bloco A5, construídos 333 aviões, n.ºs de cauda: 49-1007 a 49-1339 equipados com motor J47 GE-13, posteriormente revertido para J47 GE-7.

- RF-86A

Conversão efetuada na Coreia a sete F-86A, n.ºs de cauda: 48-183, 48-187, 48-195, 48-196, 48-217, 48-246, 48-257, para reconhecimento, pela adição de uma câmara fotográfica oblíqua K-11 e duas câmara K-24 com um arranjo de espelhos que permitia fotografia na vertical.
- F-86B

Modelo NA-152, encomendadas 190 aeronaves, com um ligeiro incremento na fuselagem  de modo a poder alojar trens de aterragem maiores. No entanto a evolução na construção de pneus e o avanço tecnológico dos travões, tornou esta modificação desnecessária. Assim a encomenda foi revertida para 188 F-86A e dois F-86C.
- F-86C/YF-93A

Modelo NA-157 duas células construídas, n.ºs de cauda: 48-317 e 48-318, para competirem no concurso de seleção de um novo caça de penetração. Equipado com o motor J-48 possuíam ainda, duas entradas de ar laterais o que os diferenciava substancialmente do design original, posteriormente foram revertidos para uma só entrada de ar convencional.
- YF-86D

Modelo NA-164 dois protótipos construídos, n.ºs de cauda: 48-317 e 48-318, Protótipo da versão de interceção em todas as condições meteorológicas de dia e noite por controlo de radar terrestre, com nariz em forma de bolbo para alojar um radar, motor J47 GE-17 com pós combustão, para-brisas em V e sistema de controlo de tiro Hughes E-3.
- F-86D

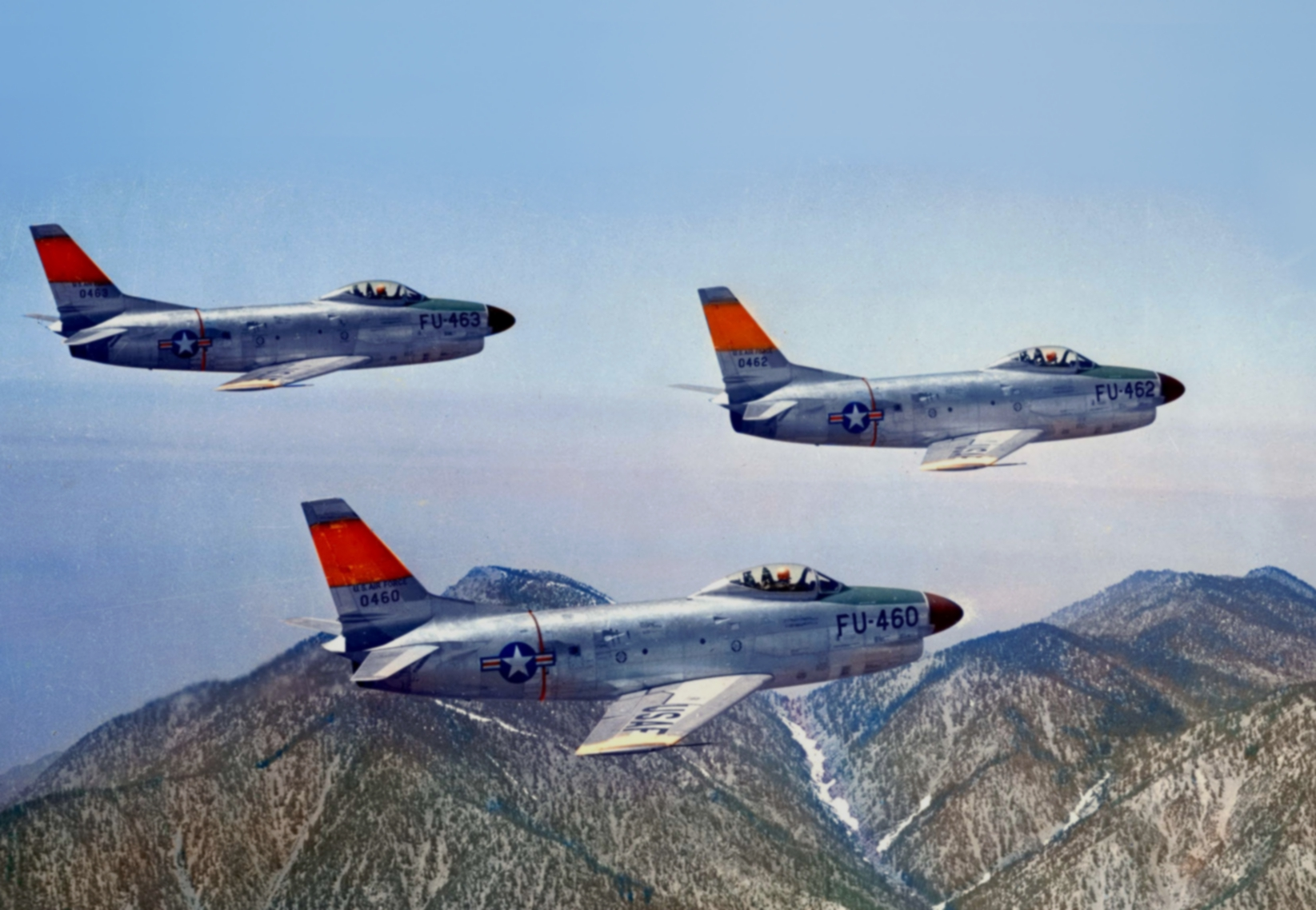
Formação de 3 F-86D em voo

  - Modelo NA-165 construídos 37 exemplares bloco 1, n.ºs de cauda: 50-455 a 50-491, primeira versão de produção com para-brisas plano e traseira redesenhada em relação aos protótipos.
  - Bloco 5 construídas 26 unidades, n.ºs de cauda: 50-492 a 50-517, introdução do sistema de controlo de tiro Hughes E-4 que passou a ser padrão para todos os F-86D subsequentes, garrafa de oxigénio adicional para o piloto, painel de instrumentos redesenhado e alternador acionado pelo motor para alimentar o sistema de controlo de tiro.
  - Bloco 10 construídos 36 aviões, n.ºs de cauda: 50-518 a 50-553, introduz o regulador de potência sem compensador, uma nova válvula no motor para controlo da pós combustão e uma câmara para filmagem das sequências de tiro implantada na raiz da asa esquerda.
  - Bloco 15 construídos 54, n.ºs de cauda: 50-554 a 50-576 e 50-704 a 50-734 mudanças menores.
  - Bloco 20 construídos 188, modelo NA-177 n.ºs de cauda: 51-2944 a 51-3131, reposicionamento dos recetores externos de energia e introdução de um sistema anticongelamento do combustível.
  - Bloco 25 construídos 88, modelo NA-173 n.ºs de cauda: 51-5857 a 51-5944, introduzida a capacidade de ejetar os depósitos de combustível.
  - Bloco 30 construídos 200, modelo NA-173 n.ºs de cauda: 51-5945 a 51-6144, introduzido um sistema automático de aproximação à pista.
  - Bloco 35 construídos 350, modelo NA-173 n.ºs de cauda: 51-6145 a 51-6262 e 51-8274 a 51-8505, introduz um novo rádio farol VOR - AN/ARN-14.
  - Bloco 40 construídas 300 unidades, modelo NA-190 n.ºs de cauda: 52-3598 a 52-3897, retirada a câmara na raiz da asa esquerda exceto nos 52-3598 a 52-3847, introduz o novo recetor AN/ARN-18.
  - Bloco 45 construídos 300 exemplares, modelo NA-190 n.ºs de cauda: 52-3898 a 52-4197, os primeiros 238 foram equipados com o motor J47-GE-17B, primeiro modelo a adotar a travagem por paraquedas como padrão.

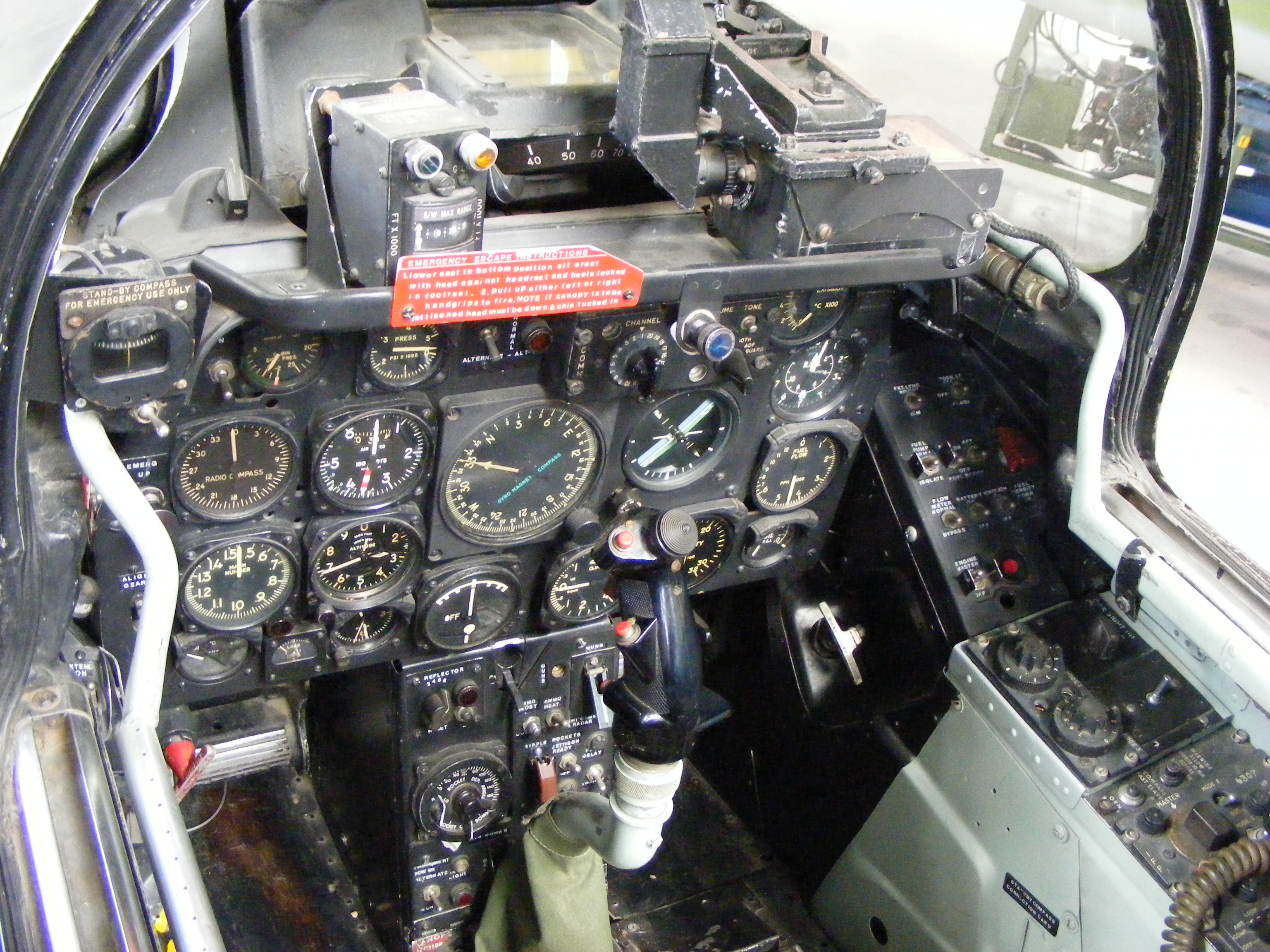
Interior do cockpit

- - Bloco 50 construídas 301, células modelo NA-190  n.ºs de cauda: 52-4198 a 52-4304 e 52-9983 a 52-10176 , mudanças menores.
  - Bloco 55 construídos 225, modelo NA-201 n.ºs de cauda: 53-557 a 53-781, novo rádio em banda UHF AN/ARC-34, abertura automática dos cintos e segurança após ejeção.
  - Bloco 60 construídos 399, modelo NA-201 n.ºs de cauda: 53-782 a 53-1071, 53-3675 a 53-3710 e 53-4018 a 53-4090, modificadas as fixações das asas e preparação para o novo identificador IFF AN/APX-25.

- F-86E
  - Bloco 1 construídos 60, modelo NA-170 n.ºs de cauda: 50-579 a 50-638.
  - Bloco 5 construídos 51, modelo NA-170 n.ºs de cauda: 50-639 a 50-689
  - Bloco 10 construídos 132, modelo NA-172 n.ºs de cauda: 51-2718 a 51-2849, convertidos para F-86F com motor J47 GE-13
  - Bloco 15 construídos 93, modelo NA-172 n.ºs de cauda: 51-12977 a 51-13069, convertidos para F-86F com motor J47 GE-13

- QF-86E

Canadair Sabres Mk5 e Mk6 convertidos para aviões alvo sem piloto.
- F-86F

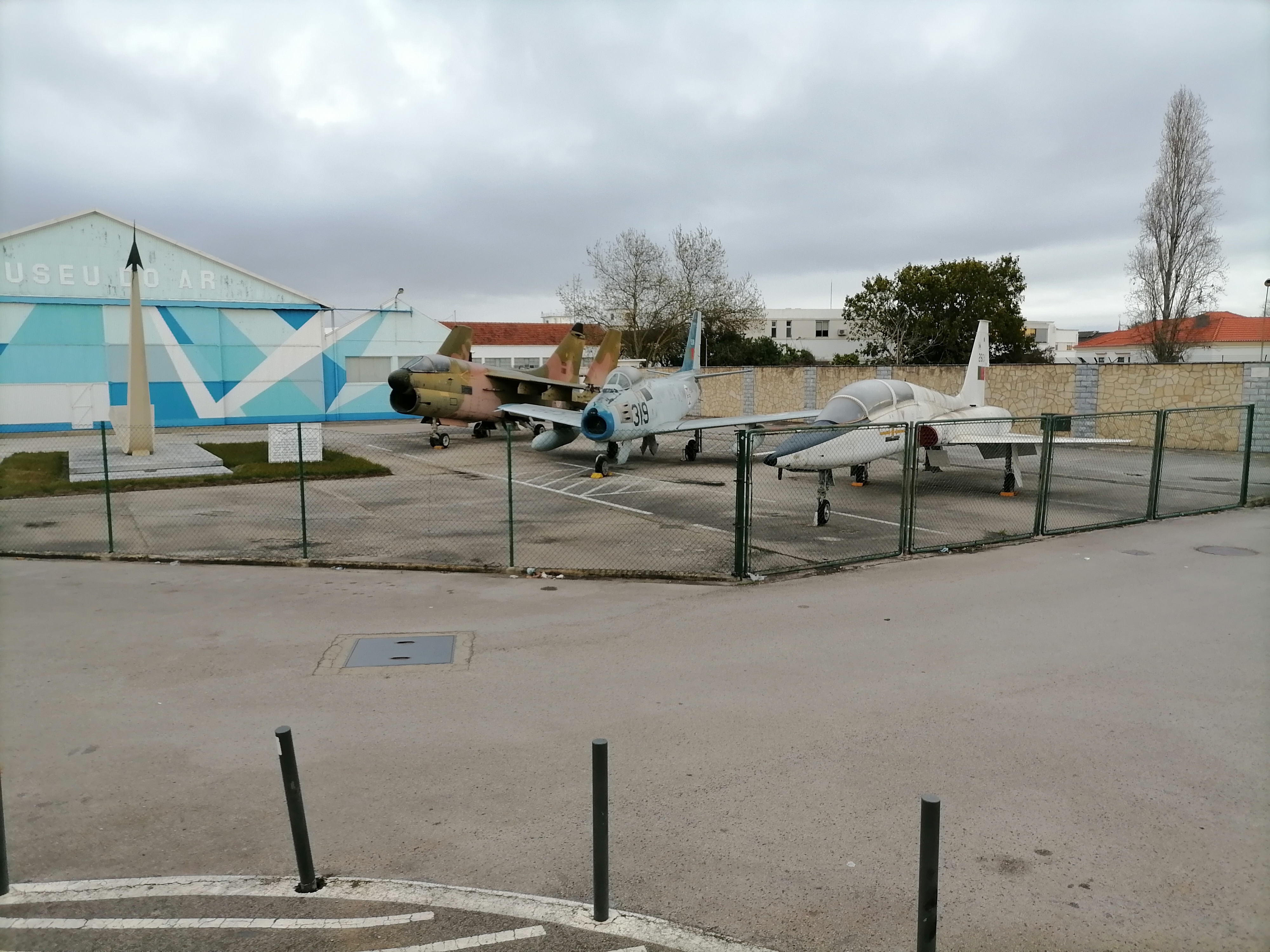
North American F-86 (5319) Sabre junto a um A7-P Corsair (camuflado) e um Northrop T-38 Talon (Branco) no polo de Alverca do Museu do Ar - Alverca do Ribatejo

  - North American F-86 (5319) Sabre junto a um A7-P Corsair (camuflado) e um Northrop T-38 Talon (Branco) no polo de Alverca do Museu do Ar - Alverca do RibatejoBloco 1 construídos 78, modelo NA-172 n.ºs de cauda: 51-2850 a 51-2927, equipados com motor J47-GE-27 .
  - Bloco 5 construídos 16, modelo NA-172 n.ºs de cauda: 51-2928 a 51-2943, capacitados para transportar dois depósitos de 760 lt em alternativa aos originais de 460 lt.
  - Bloco 10 construídos 34, modelo NA-172 n.ºs de cauda: 51-12936 a 51-12969, atualização da mira de tiro.
  - Bloco 15 construídos 7, modelo NA-172 n.ºs de cauda: 51-12970 a 51-12976, reposicionamento de alguns sistemas, para aumentar a tolerância aos danos de combate.
  - Bloco 20 construídos 100, modelo NA-176 n.ºs de cauda: 51-13070 a 51-13169, atualização do rádio em banda VHF AN/ARC-33.
  - Bloco 25 construídos 341, modelo NA-176 n.ºs de cauda: 51-13170 a 51-13510.
  - Bloco 25 construídos 259, modelo NA-193 n.ºs de cauda: 52-5272 a 52-5530.
  - Bloco 30 construídos 859, modelo NA-191 n.ºs de cauda: 52-4305 a 52-5163
  - Bloco 35 construídos 108, modelo NA-191 n.ºs de cauda: 52-5164 a 52-5271, caça-bombardeiro com capacidade nuclear, novo sistema que permite bombardeio de baixa altitude, rearranjo do painel de instrumentos.
  - Bloco 35 construídos 157, modelo NA-202 n.ºs de cauda: 53-1072 a 53-1228
  - Bloco 40 construídos 280, modelo NA-227 n.ºs de cauda: 55-3816 a 55-4030 e 55-4983 a 55-5047 versão de exportação para o Japão, Tunísia, Paquistão. Espanha, Taiwan e Coreia do Sul extensão da ponta das asas em 30 cm
  - Bloco 40 construídos 300, modelo NA-231, NA-238 e NA-256 n.ºs de cauda: 55-5048 to 55-5117, 56-2773 to 56-2882 e 57-6338 to 57-6457 respetivamente, pela Mitsubishi no Japão para a Força Aérea de Autodefesa do Japão.

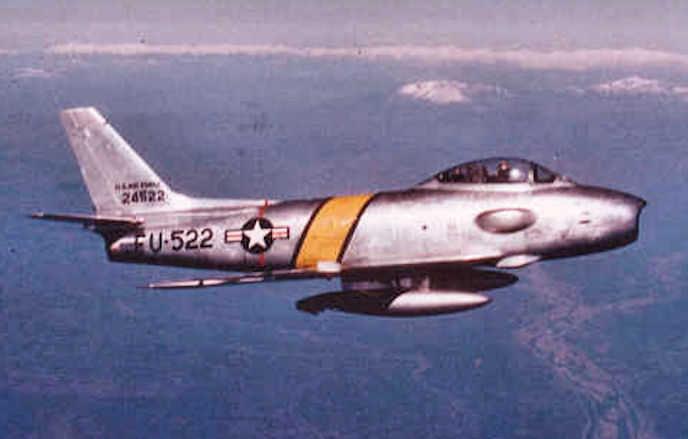
Versão de reconhecimento RF-86F, sobre a Coreia em 1953

- QF-86F

Aviões alvo sem piloto convertidos de F-86F bloco 40 para exportação
- RF-86F

Conversão de 26 F-86F no teatro de operações da Coreia, para a função de reconhecimento fotográfico. Foram ainda convertidos mais 18 unidades para Força Aérea de Autodefesa do Japão.
- F-86J

Conversão do F-86A 49-1069, para teste do motor Orenda-
- F-86K
  - Modelo NA-231, 50 unidades construídas pela FIAT Aviazione para a Força Aérea Italiana n.ºs de cauda MM6185 a MM6234, equipado com quatro canhões M-39 de 20 mm.
  - Modelo NA-213, 120 exemplares construídos n.ºs de cauda 54-1231 a 54-1350, para a Noruega e Países Baixos.
  - Modelo NA-221, 70 construídos pela FIAT Aviazione n.ºs de cauda: 55-4811 a 55-4880, para a Força Aérea Italiana e Francesa.
  - Modelo NA-232, 56 construídos pela FIAT Aviazione n.ºs de cauda: 55-4881 a 55-4936, para a Luftwaffe, França e Países Baixos.
  - Modelo NA-242, 50 construídos pela FIAT Aviazione n.ºs de cauda: 56-4116 a 56-4160, com asas do F-86F-40 para a Luftwaffe.

- F-86L

Nenhum construído, conversões devido aos inúmeros problemas mecânicos e de manutenção apresentados pela frota de F-86D, similar ao F-86K de exportação.

#### Variantes

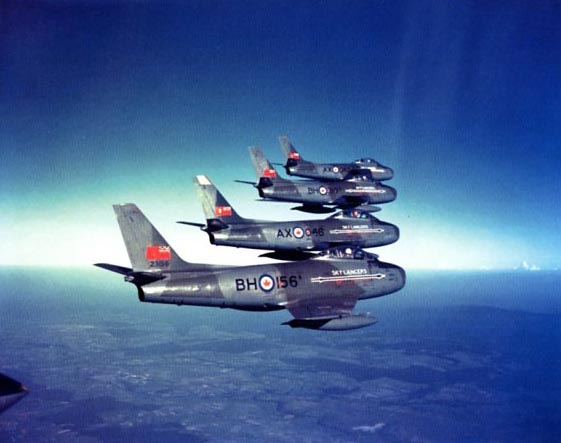
Sabres CL-13A da esquadrilha acrobática Canadiana, Skylancers em 1965

- CA-26/27 Sabre

Versão fabricada sob licença pela CAC (Commonwealth Aircraft Corporation) para Real Força Aérea Australiana com motor Rolls-Royce Avon Mk20, construídos dois protótipos CA-26, CA-27 e de produção final: 22 CA-27 Mk 30 e 20 CA-27 Mk 31 posteriormente elevados ao padrão CA-27 Mk 32, com motor Rolls-Royce Avon Mk26, dos quais foram construídos 69 exemplares.
- CL-13A Sabre Mk 1

Apenas um construído, com peças na sua maioria enviadas dos Estados Unidos, protótipo equipado com o motor J47-GE-13 o n.º de cauda 19101.
- CL-13A Sabre Mk 2

Primeira versão de produção, basicamente era o equivalente Canadiano do F-86E, um total de 350 foram construídos para a RCAF, n.ºs de cauda: 19102 a 19199 e 19201 a 19452.
- CL-13A Sabre Mk 3

Construído um protótipo para testes e evolução do motor de construção Canadiana Orenda.
- CL-13A Sabre Mk 4

Versão destinada a receber o motor Orenda o que não viria a acontecer por atraso no desenvolvimento do mesmo, equipado com o J47-GE-13 ficou muito similar ao Mk 2, construídas 438 unidades com os n.ºs de cauda 19453 a 19890.
- CL-13A Sabre Mk 5

A primeira versão de produção com o motor de construção Canadiana Orenda 10, introdução de extensões das asas como o F-86F bloco 30, construídos um total de 370 unidades n.s de cauda 23001 a 23370.
- CL-13B Sabre Mk 6

A última e mais potente versão de produção Canadiana, com motor Orenda 14, com uma impulsão de 3 300 Kgf. Construídas 647 aeronaves para a RCAF e para exportação. Foi directamente substituído pelo CF-104 Starfighter e deixou definitivamente o ativo ao serviço do Canadá a 9 de dezembro de 1968.

#### Variantes Navais

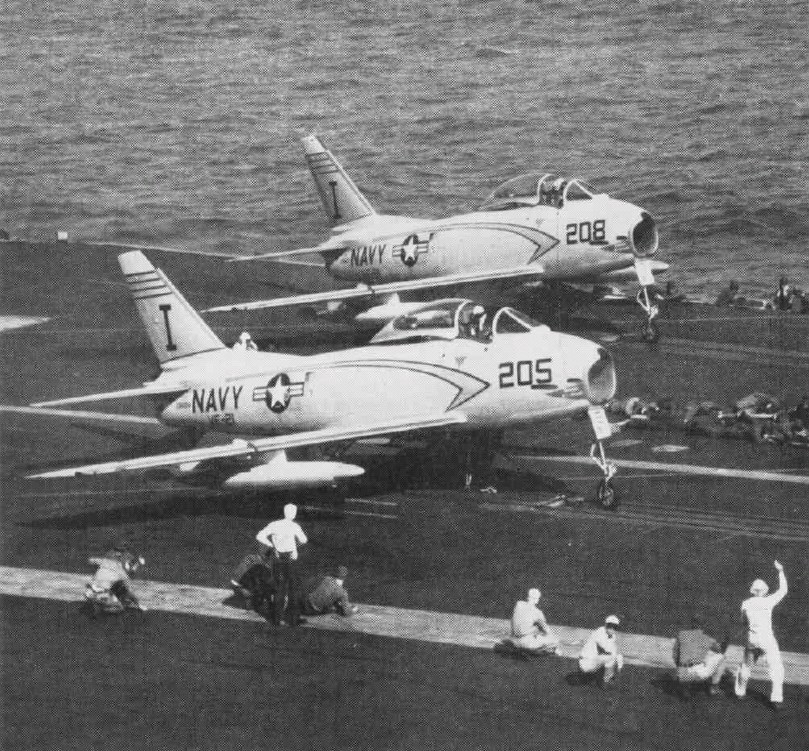
Um par FJ-3 Fury a bordo de um porta-aviões preparando lançamento.

- FJ-1 Fury

Primeiro jato ao serviço da US Navy, modelo NA-135, com asas em ângulo recto, 30 unidades construídas.
- FJ-2 Fury

Versão caça-bombardeiro monolugar com motor J47-GE-2, 200 aviões construídos.
- FJ-3 Fury

Versão caça-bombardeiro monolugar com motor Wright J65-W-4, 344 aeronaves construídas.
- FJ-3M Fury

Versão melhorada do FJ-3, com capacidade para transporte e disparo do míssil ar-ar AIM-9 Sidewinder, construídas 194 unidades.
- FJ-4 Fury
  - Versão caça-bombardeiro monolugar com motor Wright J65-W-16A, construídos 150 exemplares.
  - Versão de ataque e apoio aéreo próximo, com seis suportes por debaixo das asas para transporte de armamento, construídos 222 exemplares.

### Produção
| Sabres de fabrico North American                            | Sabres de fabrico North American | Sabres de fabrico North American | Sabres de fabrico North American | Sabres de fabrico North American | Sabres de fabrico North American | Sabres de fabrico North American | Sabres de fabrico North American | Sabres de fabrico North American | Sabres de fabrico North American |
| XP-86                                                       | F-86A                            | XF-93A                           | F-86D                            | F-86E                            | F-86F                            | TF-86F                           | RF-86F                           | F-86H                            | F-86K                            |
| ----------------------------------------------------------- | -------------------------------- | -------------------------------- | -------------------------------- | -------------------------------- | -------------------------------- | -------------------------------- | -------------------------------- | -------------------------------- | -------------------------------- |
| 3                                                           | 554                              | 2                                | 2 506                            | 404                              | 2 488                            | 2                                | 8                                | 473                              | 341                              |
| Sub Total = 6 781                                           |                                  |                                  |                                  |                                  |                                  |                                  |                                  |                                  |                                  |
| Sabres de fabrico Canadair                                  |                                  |                                  |                                  |                                  |                                  |                                  |                                  |                                  |                                  |
| Mark 1                                                      | Mark 2                           | Mark 2                           | Mark 3                           | Mark 4                           | Mark 4                           | Mark 5                           | Mark 5                           | Mark 6                           | Mark 6                           |
| 1                                                           | 350                              | 350                              | 1                                | 438                              | 438                              | 370                              | 370                              | 647                              | 647                              |
| Sub Total = 1 807                                           |                                  |                                  |                                  |                                  |                                  |                                  |                                  |                                  |                                  |
| Sabres de fabrico Australiano (Commonwealth)                |                                  |                                  |                                  |                                  |                                  |                                  |                                  |                                  |                                  |
|                                                             | CA-26                            | CA-26                            | CA-27 Mk 30                      | CA-27 Mk 30                      | CA-27 Mk 31                      | CA-27 Mk 31                      | CA-27 Mk 32                      | CA-27 Mk 32                      |                                  |
|                                                             | 1                                | 1                                | 22                               | 22                               | 20                               | 20                               | 69                               | 69                               |                                  |
| Sub Total = 112                                             |                                  |                                  |                                  |                                  |                                  |                                  |                                  |                                  |                                  |
| Total de Sabres = 8 700                                     |                                  |                                  |                                  |                                  |                                  |                                  |                                  |                                  |                                  |
| Variantes navais FJ-Fury                                    |                                  |                                  |                                  |                                  |                                  |                                  |                                  |                                  |                                  |
|                                                             |                                  | FJ-2                             | FJ-3                             | FJ-3M                            | XFJ-4                            | FJ-4                             | FJ-4B                            |                                  |                                  |
|                                                             |                                  | 200                              | 344                              | 194                              | 2                                | 150                              | 222                              |                                  |                                  |
| Total de FJ-Fury = 1 112                                    |                                  |                                  |                                  |                                  |                                  |                                  |                                  |                                  |                                  |
| Total todas as versões e variantes (F-86 e FJ-Fury) = 9 812 |                                  |                                  |                                  |                                  |                                  |                                  |                                  |                                  |                                  |

#### Custos de produção
|                                             | F-86A                                       | F-86D                                       | F-86E     | F-86F     | F-86H     | F-86K     |
| ------------------------------------------- | ------------------------------------------- | ------------------------------------------- | --------- | --------- | --------- | --------- |
| Fuselagem                                   | 101 528                                     | 191 313                                     | 145 326   | 140 082   | 316 360   | 334 633   |
| Motor                                       | 52 971                                      | 75 036                                      | 39 990    | 44 664    | 214 612   | 71 474    |
| Electrónica                                 | 7 576                                       | 7 058                                       | 6 358     | 5 649     | 6 831     | 10 354    |
| Armamento                                   | 16 333                                      | 69 986                                      | 23 645    | 17 669    | 27 573    | 20 135    |
| Carga externa                               |                                             | 419                                         | 4 138     | 3 047     | 17 117    | 4 761     |
| Totais                                      | 178 408                                     | 343 812                                     | 219 457   | 211 111   | 582 493   | 441 357   |
| Programa de desenvolvimento inicial (total) | Programa de desenvolvimento inicial (total) | Programa de desenvolvimento inicial (total) | 4 707 802 | 4 707 802 | 4 707 802 | 4 707 802 |
| Custo de manut. p/hora de voo               |                                             |                                             |           | 135       | 451       | 187       |

## Utilizadores

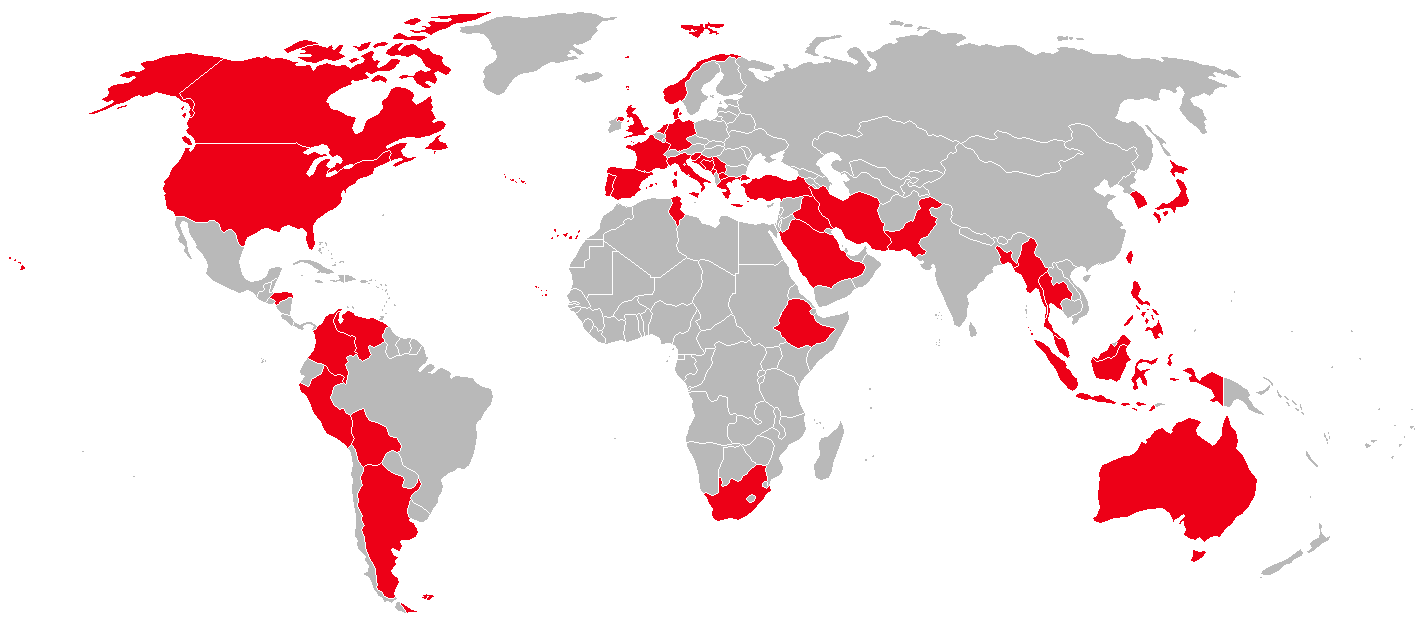
Em vermelho utilizadores do F-86.

| África do Sul | Alemanha Ocidental | Arábia Saudita | Argentina      | Austrália |
| Bangladesh    | Bélgica            | Bolívia        | Canadá         | Colômbia  |
| Bangladesh    | Dinamarca          | Espanha        | Estados Unidos | Etiópia   |
| Filipinas     | França             | Grécia         | Honduras       | Indonésia |
| Irão          | Iraque             | Itália         | Japão          | Birmânia  |
| Malásia       | Noruega            | Países Baixos  | Paquistão      | Peru      |
| Portugal      | Reino Unido        | Taiwan         | Tailândia      | Tunísia   |
| Turquia       | Venezuela          | Iugoslávia     |                |           |

## Envolvimento operacional
- Guerra da Coreia (MiG Alley)
  - No início apenas 15 dos 19 F-86A enviados para a Coreia de modo apressado tinham adquirido capacidade de combate, iniciaram as operações de patrulha no dia 16 de Dezembro de 1950 e no dia seguinte conseguiram a primeira vitória em combate ar-ar. Nos seis meses de operações até Junho de 1951, os F-86A da quarta esquadra de caça e intercepção (en:4th Fighter Interceptor Wing). obtiveram um total de 40 MIG-15, 71 danificados[nota 1] e provavelmente mais seis destruídos, contra apenas sete F-86A perdidos, um dos quais resultante de acidente operacional.[15]
  - Largamente ultrapassados em quantidade pelo inimigo, os F-86E em serviço na Coreia integrados na quarta esquadra de caça e intercepção (en:4th Fighter Interceptor Wing) e na quinquagésima primeira esquadra de caça e intercepção (en:51st Fighter Interceptor Wing) desde Julho de 1950 e lutando também contra uma crónica falta de abastecimentos que afectavam duramente a operacionalidade e prontidão dos aviões, conseguiram mesmo assim 83 vitórias contra, contra apenas seis F-86E perdidos.[16]
  - Os primeiros F-86F utilizados na Coreia apesar da maior potência do seu motor, tinham uma performance semelhante ao F-86E, contudo com as atualizações decorrentes do seu emprego operacional, demonstrou claramente a sua superioridade  de tal modo que em Março de 1953 os F-86E foram retirados da linha da frente. No final do conflito o F-86 na generalidade e o F-86F em particular conseguiram uma relação de 14 vitórias contra cada F-86 perdido.[nota 2] Elogios vindos da quinta força aérea Americana (en:fifth Air Force), afirmavam que o F-86F foi sem margem para dúvidas o melhor caça-bombardeiro em operação na Coreia, constituindo-se como uma plataforma muito estável para tiro ar-ar bem como para bombardeamento de baixa altitude, tendo ainda um comportamento aerodinâmico muito bom, em altitudes acima dos 9 000 metros com carga externa.[17]

- Guiné Portuguesa / Guiné-Bissau
  - Vèr o tópico O F-86 na Força Aérea Portuguesa / Envolvimento em África

- Guerra Indo-Paquistanesa 1965 e 2ª Guerra Indo-Paquistanesa 1971
  - O Paquistão recebeu 120 F-86F a partir de 1954 os quais no início do primeiro conflito com a duração de 22 dias, estavam com a operacionalidade bastante reduzida, por falta de peças de substituição, com origem no embargo Norte-Americano. Mesmo assim e já não sendo um caça de primeira linha, numa época em que a regra era a existência de caças da classe mach 2, teve um comportamento meritório tanto no combate ar-ar como no ataque ao solo obtendo mais vitórias do que perdas.[18]
  - Em 1971 durante o segundo conflito com a Índia, os F-86F Paquistaneses voltaram a ser utilizados, acompanhados por Sabres Mk.6 de fabrico Canadiano, ex Luftwaffe obtidos de modo não oficial via Irão, exercendo o maior esforço contra antagonistas como: o MiG-21 e o Sukhoi Su-7.[19]

## O F-86 na Força Aérea Portuguesa

### Os primeiros anos
Em 1955 durante as negociações para a renovação do acordo de cedência da Base Aérea das Lajes aos Estados Unidos, foram solicitados mais aviões F-84G para complementar as 50 unidades a operarem na Base Aérea n.º 2 na Ota, a resposta foi afirmativa e foi ainda proposto o fornecimento do F-86E para constituírem duas esquadras, com a condição de uma das esquadras ficar operar na Base Aérea das Lajes nos Açores. 

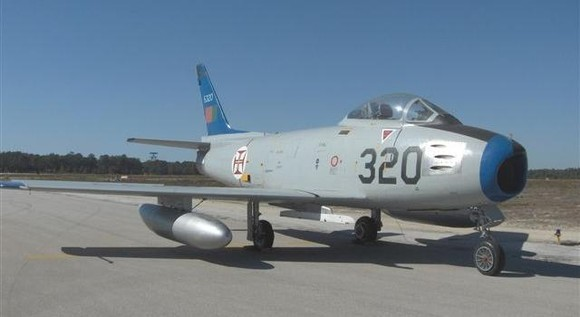
F-86F da FAP, preservado na BA 5 Monte Real

Com a assinatura do acordo em Novembro de 1957, foi criada a esquadra 50 em Fevereiro de 1958, sob o comando do Major Moura Pinto, interinamente a operar na Base Aérea n.º 2 na Ota até à inauguração da futura Base Aérea n.º 5 em Monte Real. Os primeiros F-86 começaram a chegar a partir de Agosto de 1958, provenientes dos stocks da USAF. No entanto os 65 aviões fornecidos foram na totalidade do modelo "F" bloco 35 e não do modelo "E" como acordado originalmente, foram elevados ao padrão F-86F bloco 40, com capacidade de transporte e disparo do míssil AIM-9B Sidewinder, os quais foram adquiridos em 1962.
No dia 4 de Outubro de 1959 a Base Aérea n.º 5 em Monte Real ficou operacional e até Dezembro toda a logística e todos os F-86 finalizaram a mudança, onde ficaram a operar na esquadra 51, "Falcões" e na recém criada esquadra 52 "Galos", ambas integradas no grupo operacional 501. Devido à necessidade de assegurar compromissos com a segurança dos territórios em África a esquadra 52 "Galos" foi desativada a 12 de junho de 1961, os seus pilotos atribuídos a outras tarefas e os seus aviões integrados na esquadra 51.

### Envolvimento em África
A 9 de Julho de 1961 oito F-86F, com os n.ºs de cauda 5307, 5314, 5322, 5326, 5354, 5356, 5361, 5362, iniciaram uma viagem de 3 800 Km o equivalente a seis horas e dez minutos de voo, um recorde para Força Aérea Portuguesa ao tempo, que os levou até Bissalanca, à época um aeródromo junto a Bissau na Guiné Portuguesa, atual Guiné-Bissau, constituindo o destacamento 52. A missão que ficou conhecida pelo nome de código Atlas, foi comandada pelo Major Ramiro de Almeida Santos e era suposto ficarem no terreno apenas 8 dias, fazendo uma demonstração de força, no sentido de evitar acontecimentos semelhantes aos verificados meses antes na então província de Angola e nos quais foram chacinados várias centenas de colonos e nativos.
No entanto com o agravar da situação em Angola e com o início das movimentações dos guerrilheiros do PAIGC, os F-86 foram ficando, mas apenas entraram em operações de combate no verão de 1963, quando a parte sul da colónia teve que ser evacuada, devido a intensa atividade da guerrilha. Entre agosto de 1963 e outubro de 1964, os F-86 voaram 577 missões a maioria das quais de ataque ao solo ou apoio aéreo próximo. Dos oito aviões destacados, sete foram atingidos por fogo inimigo, mas sempre conseguiram regressar. Dois foram destruídos, o 5314 a 17 de Agosto de 1962 numa aterragem de emergência, ainda com as bombas nos suportes de fixação externos e o 5322 a 31 de maio de 1963 abatido por fogo antiaéreo inimigo. Em ambos os casos os pilotos foram recuperados de imediato com vida.

Fortes pressões políticas exercidas pala Administração Norte-Americana, inviabilizaram a continuação da operação e ditaram o regresso dos Sabres a Portugal, já que os mesmos tinham sido fornecidos no âmbito da NATO e destinavam-se à proteção do seu flanco sul. A última missão operacional, aconteceu a 20 de Outubro de 1964 e foi protagonizada pelo Major Barbeitos de Sousa, após a qual o destacamento 52 foi dissolvido, passando as suas missões a serem asseguradas pelos Fiat G.91/R4 e North-American T-6 Havard.

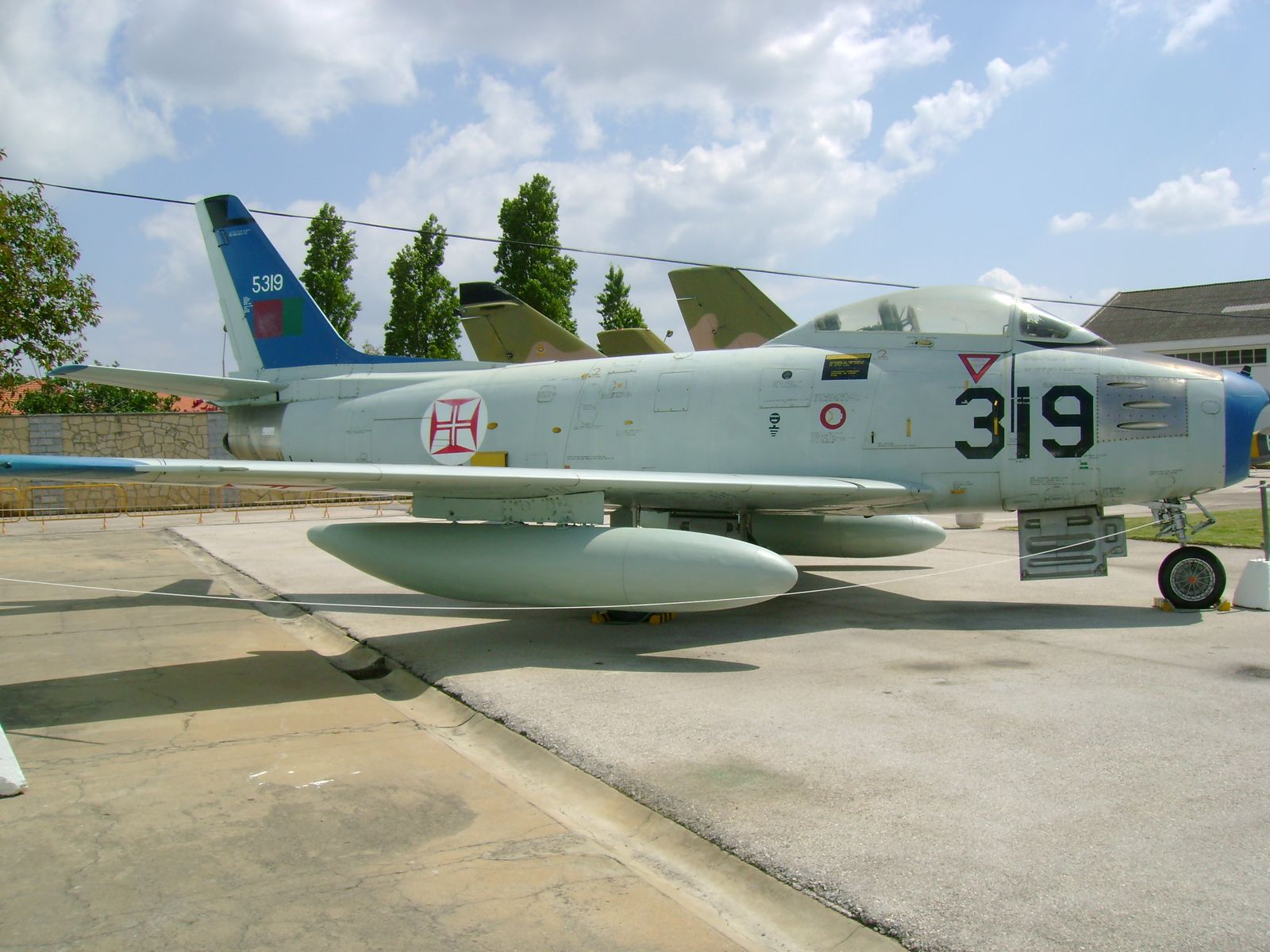
F-86F (5319) no exterior do polo de Alverca do museu do ar - Alverca do Ribatejo.

### Fase final
Após a Revolução dos Cravos em 25 de abril de 1974, a Força Aérea Portuguesa passou por momentos difíceis, com a sabotagem e destruição de várias aeronaves, o abandono da maioria dos aviões nas ex-províncias ultramarinas, a falta de peças e ausência de manutenção a indisciplina, deficiente cadeia de comando ou ausência da mesma, aliada à instabilidade associada ao Processo Revolucionário em Curso. Apesar de estarem totalmente desatualizados, perto do final da década apenas seis F-86 se encontravam em condições de voo, finalmente a 31 de julho de 1980 são retirados do ativo, após o último voo, o voo da despedida com a duração de 1h25m, no qual uma parelha de F-86, n.ºs de cauda 5347 e 5360, sobrevoaram todas as unidades da FAP, pilotados respetivamente pelo tenente-coronel Victor Silva e capitão Roda.
| Versão construída | USAF    | FAP  | Entregue FAP           | Retirado em | Notas |
| ----------------- | ------- | ---- | ---------------------- | ----------- | --- |
| F-86F-35          | 52-5168 | 5301 | 22 de janeiro de 1959  | Jan 1978    | Exposto na porta de armas da BA 5                                                                         |
| F-86F-35          | 52-5169 | 5302 | 18 de março de 1959    | Jun 1967    | Transferido p/ as OGMA p/ treino de manutenção                                                            |
| F-86F-35          | 52-5171 | 5303 | 22 de janeiro de 1959  | Fev 1965    | Armazenado na BA 2 na Ota, enviado p/sucata no DGMFA em 1977                                              |
| F-86F-35          | 52-5176 | 5304 | 22 de janeiro de 1959  | Maio 1960   | |
| F-86F-35          | 52-5178 | 5305 | 18 de março de 1959    | Fev 1965    | Armazenado na BA 2 na Ota, enviado p/ sucata no DGMFA em 1977                                             |
| F-86F-35          | 52-5179 | 5306 | 19 de março de 1959    | Mar 1965    | |
| F-86F-35          | 52-5180 | 5307 | 19 de março de 1959    | 1978        | Em exposição no Soesterberg Militaire Luchtvaart Museum, Países Baixos, com a matríicula FU-385 (52-5385) |
| F-86F-35          | 52-5183 | 5308 | 19 de março de 1959    | Jan 1977    | Destruído em acidente a 13 de janeiro de 1977. S. Pedro de Muel                                           |
| F-86F-35          | 52-5189 | 5309 | 19 de julho de 1960    | Out 1961    | Armazenado na BA 2 na Ota, enviado para sucata no DGMFA em 1977                                           |
| F-86F-35          | 52-5194 | 5310 | 19 de julho de 1960    | Ago 1975    | Enviado para sucata em 1995 (palhais)                                                                     |
| F-86F-35          | 52-5206 | 5311 | 22 de janeiro de 1959  | Jul 1961    | |
| F-86F-35          | 52-5207 | 5312 | 22 de janeiro de 1959  | Out 1962    | Destruído em acidente 23 de outubro de 1962                                                               |
| F-86F-35          | 52-5208 | 5313 | 22 de janeiro de 1959  | Fev 1965    | |
| F-86F-35          | 52-5210 | 5314 | 19 de março de 1959    | Ago 1962    | Destruído em acidente em 17 de agosto 1962, Bissau (Guiné) durante a aterragem                            |
| F-86F-35          | 52-5240 | 5315 | 22 de janeiro de 1959  | Fev 1966    | |
| F-86F-35          | 52-5242 | 5316 | 22 de janeiro de 1959  | Jul 1980    | Oferecido ao Museu do Ar de Bruxelas (Bélgica)                                                            |
| F-86F-35          | 52-5243 | 5317 | 22 de janeiro de 1959  | Fev 1965    | Armazenado na BA 2 na Ota, enviado p/ sucata no DGMFA em 1977                                             |
| F-86F-35          | 52-5254 | 5318 | 19 de março de 1959    | Fev 1966    | |
| F-86F-35          | 52-5262 | 5319 | 22 de janeiro de 1959  | Dez 1977    | Exposto no polo do Museu do Ar, em Alverca do Ribatejo                                                    |
| F-86F-35          | 52-5268 | 5320 | 22 de janeiro de 1959  | Abr 1980    | Preservado na BA 5 Monte Real, pertence ao museu do ar                                                    |
| F-86F-35          | 53-1090 | 5321 | 22 de janeiro de 1959  | Ago 1975    | Enviado para sucata em 1977, visto em 1996 na sucata em Palhais                                           |
| F-86F-35          | 53-1097 | 5322 | 22 de janeiro de 1959  | Maio 1963   | Abatido por fogo antiaéreo na Guiné em 31 de maio de 1963                                                 |
| F-86F-35          | 53-1154 | 5323 | 22 de janeiro de 1959  | Nov 1960    | Destruído em acidente, 14 de novembro de 1960 em Ansião                                                   |
| F-86F-35          | 53-1209 | 5324 | 22 de janeiro de 1959  | Fev 1965    | Armazenado na BA 2 na Ota, enviado p/ sucata no DGMFA em 1977                                             |
| F-86F-35          | 53-1213 | 5325 | 22 de janeiro de 1959  | Jun 1960    | Destruído em acidente, 1 de junho de 1960 em Carvide                                                      |
| F-86F-35          | 52-5170 | 5326 | 22 de janeiro de 1959  | Jan 1967    | Armazenado na BA 2 na Ota, enviado para sucata no DGMFA em 1977                                           |
| F-86F-35          | 52-5181 | 5327 | 22 de janeiro de 1959  | Jul 1975    | Enviado p/ sucata em 1977, visto em 1996 na sucata em Palhais                                             |
| F-86F-35          | 52-5182 | 5328 | 22 de janeiro de 1959  | Jan 1975    | Armazenado na BA 2 na Ota, enviado p/ sucata no DGMFA em 1977                                             |
| F-86F-35          | 52-5201 | 5329 | 4 de março de 1959     | Set 1974    | Usado na BA 5 Monte Real, para treino da brigada de bombeiros                                             |
| F-86F-35          | 52-5205 | 5330 | 4 de março de 1959     | Fev 1965    | Armazenado na BA 2 na Ota, enviado p/ sucata no DGMFA em 1977                                             |
| F-86F-35          | 53-1144 | 5331 | 4 de março de 1959     | Fev 1965    | Armazenado na BA 2 na Ota, enviado p/ sucata no DGMFA em 1977                                             |
| F-86F-35          | 53-1225 | 5332 | 4 de março de 1959     | ?           | |
| F-86F-35          | 52-5184 | 5333 | 19 de julho de 1960    | Abr 1980    | Preservado, pertence ao Museu do Ar                                                                       |
| F-86F-35          | 52-5185 | 5334 | 19 de julho de 1960    | Dez 1966    | |
| F-86F-35          | 52-5197 | 5335 | 19 de julho de 1960    | Maio 1978   | Visto em 1996 na sucata em Palhais                                                                        |
| F-86F-35          | 52-5198 | 5336 | Exemplo                | Jul 1965    | Enviado para as OGMA, posteriormente para a sucata DGMFA                                                  |
| F-86F-35          | 52-5199 | 5337 | 19 de julho de 1960    | Jun 1980    | Armazenado BA 2 Ota, pertence ao museu do ar                                                              |
| F-86F-35          | 52-5204 | 5338 | 19 de julho de 1960    | ?           | Armazenado BA 2 Ota, pertence ao Museu do Ar                                                              |
| F-86F-35          | 52-5220 | 5339 | 19 de julho de 1960    | Jan 1978    | Visto em 1996 na sucata em Palhais                                                                        |
| F-86F-35          | 52-5221 | 5340 | 19 de julho de 1960    | Out 1967    | Armazenado na BA 2 na Ota, enviado p/ sucata no DGMFA em 1977                                             |
| F-86F-35          | 52-5252 | 5341 | 19 de julho de 1960    | Jul 1975    | Sucata em 1976 em Alverca DGMFA, visto na sucata em Palhais em 1996                                       |
| F-86F-35          | 52-5263 | 5342 | 19 de julho de 1960    | Abr 1974    | Destruído em acidente a 4 de junho 1974                                                                   |
| F-86F-35          | 52-5265 | 5343 | 19 de julho de 1960    | ?           | ? (destruído em acidente)                                                                                 |
| F-86F             | ?       | 5344 | ?                      | ?           | ? |
| F-86F-35          | 52-5271 | 5345 | 19 de julho de 1960    | Mar 1962    | Destruído em acidente a 14 Março 1962                                                                     |
| F-86F-35          | 53-1073 | 5346 | Jan 1960               | Maio 1966   | Armazenado na BA 2 na Ota, enviado p/ sucata no DGMFA em 1977                                             |
| F-86F-35          | 53-1083 | 5347 | 19 de julho de 1960    | Jul 1980    | Armazenado na BA 11 em Beja, pertence ao museu do ar                                                      |
| F-86F-35          | 53-1092 | 5348 | 19 de julho de 1960    | Maio 1966   | Destruído em acidente em 24 de Maio 1966                                                                  |
| F-86F-35          | 53-1100 | 5349 | 19 de julho de 1960    | Fev 1966    | |
| F-86F-35          | 53-1110 | 5350 | 19 de julho de 1960    | Nov 1978    | Sucata em Palhais                                                                                         |
| F-86F-35          | 53-1115 | 5351 | 19 de julho de 1960    | Jun 1964    | Armazenado na BA 2 na Ota, enviado para sucata no DGMFA em 1977                                           |
| F-86F-35          | 53-1116 | 5352 | 19 de julho de 1960    | Out 1966    | |
| F-86F-35          | 53-1134 | 5353 | 1960                   | Jun 1967    | Armazenado na BA 2 na Ota, enviado para sucata no DGMFA em 1977                                           |
| F-86F-35          | 53-1136 | 5354 | 19 de julho de 1960    | Dez 1978    | Sucata em palhais                                                                                         |
| F-86F-35          | 53-1152 | 5355 | 1960                   | Fev 1961    | Destruído em acidente a 20 de fevereiro de 1961                                                           |
| F-86F-35          | 53-1156 | 5356 | 1960                   | Abr 1965    | Destruído em acidente 1 de abril de 1965                                                                  |
| F-86F-35          | 53-1164 | 5357 | 19 de julho de 1960    | Ago 1975    | Sucata em Palhais                                                                                         |
| F-86F-35          | 53-1170 | 5358 | 19 de julho de 1960    | Set 1966    | Armazenado na BA 2 na Ota, enviado p/ sucata no DGMFA em 1977                                             |
| F-86F-35          | 53-1188 | 5359 | 19 de julho de 1960    | Abr 1967    | Armazenado na BA 2 na Ota, enviado p/ sucata no DGMFA em 1977                                             |
| F-86F-35          | 53-1190 | 5360 | 20 de julho de 1960    | Jul 1980    | Armazenado no DGMFA em Alverca, pertence ao museu do ar                                                   |
| F-86F-35          | 53-1204 | 5361 | 20 de julho de 1960    | Abr 1980    | Armazenado na BA 1 Sintra, pertence ao museu do ar                                                        |
| F-86F-35          | 53-1223 | 5362 | 19 de julho de 1960    | Dez 1970    | Destruído em acidente a 16 de Dezembro 1970 em Alcochete                                                  |
| F-86F-35          | 53-1224 | 5363 | 20 de julho de 1960    | Jul 1967    | Armazenado na BA 2 na Ota, enviado p/ sucata no DGMFA em 1977                                             |
| F-86F-30          | 52-5083 | 5364 | 20 de novembro de 1961 | Abr 1978    | Sucata em Palhais                                                                                         |
| F-86F-30          | 52-5084 | 5365 | 6 de dezembro de 1961  | Jan 1967    | Armazenado na BA 2 na Ota, enviado p/ sucata no DGMFA em 1977                                             |
| F-86F-35          | 52-5237 |      | 10/68                  |             | Fornecido para providenciar peças de substituição, não foi atribuído n.º de cauda (adquirido à Noruega)   |
| F-86F-35          | 53-1111 |      | 10/68                  |             | Fornecido para providenciar peças de substituição, não foi atribuído n.º de cauda (adquirido à Noruega)   |
| F-86F-35          | 53-1133 |      | 10/68                  |             | Fornecido para providenciar peças de substituição, não foi atribuído n.º de cauda (adquirido à Noruega)   |

## Especificações
|                    | F-86A   | F-86D     | F-86F     | F-86H     | FJ-4 Fury | CL-Sabre Mk 6 | CA-27 Sabre Mk32 |
| ------------------ | ------- | --------- | --------- | --------- | --------- | ------------- | ---------------- |
| Envergadura        | 11,31m  | 11,31m    | 11,31m    | 11,92m    | 11,91m    | 11,92m        | 11,92m           |
| Área alar          | 26,76m² | 26,76m²   | 26,76m²   | 29,11m²   | 31,46m²   | 29,11m²       | 29,11m²          |
| Comprimento        | 11,43m  | 12,27m    | 11,44m    | 11,44m    | 11,07m    | 11,43m        | 11,43m           |
| Altura             | 4,50m   | 4,57m     | 4,50m     | 4,50m     | 4,24m     | 4,50m         | 4,39m            |
| Peso vazio         | 4 780Kg | 6 130Kg   | 4 940Kg   | 4 940Kg   | 5 990Kg   | 4 820Kg       | 5 500Kg          |
| Peso máx. descol.  |         | 8 240Kg   | 9 230Kg   | 9 230Kg   | 9 130Kg   | 6 630Kg       | 7 260Kg          |
| Corrida p/ descol. |         | 750m      | 1 250m    | 1 372m    |           |               |                  |
| Velocidade máx.    | 965kmh  | 990kmh    | 965kmh    | 995kmh    | 1 020kmh  | 1 000kmh      | 980kmh           |
| Tecto de serviço   | 14 600m | 16 900m   | 14 600m   | 15 500m   | 14 300m   |               | 16 800m          |
| Rel. de subida     |         | 3 380m/mn | 1 830m/mn | 1 920m/mn |           | 2 030m/mn     |                  |
| Raio operacional   | 530Km   | 380Km     | 410Km     | 560Km     |           |               |                  |
| Alcance            |         | 890Km     | 1 490Km   | 1 680Km   | 2 390Km   | 2 410Km       | 1 850Km          |

### Motores
Compilação de dados
- F-86A

1xJ47GE-13 com um impulso de 2 359 Kgf ou ou 23,13 Kn
- F-86D

1xJ47GE-33 com um impulso sem pós combustão de 2 517 Kgf ou 24,69 Kn
- F-86F

1xJ47GE-27 com um impulso de 2 680 Kgf ou 26,30 Kn
- F-86AH

1xJ47GE-3D com um impulso de 4 046 Kgf ou 39,68 Kn
- Canadair Sabre Mk 6

1×Avro Canada Orenda 14 com um impulso de 3 300 Kgf ou 32,36 Kn
- CA-27 Mk32 Sabre

1xRolls Royce Avon 26 com um impulso de 3 402 Kgf ou 33,36 Kn

### Armamento
Compilação de dados
- F-86A

Seis metralhadoras Browning .50 (12,7 mm)
Bombas de queda livre ou foguetes até a um máximo de 2 400 Kg incluindo dois depósitos de 760 lt de combustível cada.
- F-86D

24 foguetes alto explosivo de 70 mm
- F-86F

Seis metralhadoras Browning .50 (12,7 mm)
Bombas de queda livre ou foguetes até a um máximo de 2 400 Kg incluindo dois depósitos de 760 lt de combustível cada. Posteriormente foram habilitados a transportar e disparar o míssil AIM-9 Sidewinder, a partir do momento em que ficou disponível.
- F-86H

Seis metralhadoras Browning .50 (12,7 mm)
Quatro canhões M-39 de 20 mm com início no centésimo décimo sexto exemplar produzido, substituindo as Browning .50
Bombas de queda livre ou foguetes até a um máximo de 2 400 Kg incluindo dois depósitos de 760 lt de combustível cada.
- Canadair Sabre Mk 6

Seis metralhadoras Browning .50 (12,7 mm)
Bombas de queda livre ou foguetes até a um máximo de 2 400 Kg incluindo dois depósitos de 760 lt de combustível cada.
- CA-27 Mk32 Sabre

Canhões Aden - 2x 30mm
Bombas de queda livre ou foguetes até a um máximo de 2 400 Kg incluindo dois depósitos de 760 lt de combustível cada.